# Jánossy Andor
Jánossy Andor (Szombathely, 1908. augusztus 20. – Budapest, 1975. május 4.) agrármérnök, agrobotanikus, a mezőgazdasági tudomány kandidátusa (1956) és doktora (1965), a Magyar Tudományos Akadémia levelező (1970) tagja. 1944-től haláláig több agrobotanikai intézet és kutatóközpont vezetője volt, életművével jelentősen hozzájárult a korszerű magyar növényfajta-kísérletezés és növénynemesítés módszertanának és szervezeti kereteinek kialakításához.

## Életútja
Középiskoláit szülővárosban végezte el, majd 1926-ban beiratkozott a budapesti József Műegyetem közgazdaság-tudományi karára, ahol 1930-ban szerezte meg mezőgazdasági mérnöki, 1933-ban pedig doktori oklevelét. 1931–1933-ban a nyírbátori Mándy-uradalom alkalmazásában állt mint segédtiszt, majd 1933 és 1937 között a mezőhegyesi állami birtokon gyakornoki beosztásban foglalkozott növénytermesztéssel és -nemesítéssel. 1937–1938-ban rövid ideig a Borsod vármegyei gazdasági felügyelőség segédfelügyelője volt. 1938-tól az Országos Növénytermelési Hivatal munkatársa, növény- és vetőmag-termesztési felügyelője volt, 1944 és 1949 között az intézmény vezetőjeként irányította a felügyeleti és kutatómunkát. 1949-ben hivatalát integrálták a Központi Növénytermesztési és Növénynemesítési Kutatóintézetbe, majd 1951-ben a földművelésügyi minisztérium Mezőgazdasági Kísérletügyi Központjába, Jánossy 1949-től 1951-ig az új szervezeti keretekben vezette a fajtaelismerési osztály munkáját.
1952-ben a Vetőmagvizsgáló Intézet igazgatójává nevezték ki, 1954-től pedig az Országos Növényfajta-kísérleti Intézet munkáját irányította igazgatóként egészen 1959-ig. Ezzel párhuzamosan 1955–1957 között miniszteriális beosztást is ellátott mint a földművelésügyi minisztérium kísérletügyi főigazgatója. 1959-től haláláig az általa szervezett tápiószelei Országos Agrobotanikai Intézet igazgatója volt, ezzel párhuzamosan 1965-től a Debreceni Agrártudományi Főiskolán oktatott címzetes egyetemi tanárként.

## Munkássága
Az Országos Növénytermelési Hivatal felügyelőjeként – Fleischmann Rudolf irányítása mellett – szervezte meg a bánkúti, lovászpatonai és hatvani növénynemesítő telepek elitvetőmag-szaporítási tevékenységét, a második világháború után pedig az államosított fajtakísérleti telepeken újraindította a minőségi vetőmagok termesztését. Szervezőmunkájának köszönhetően jöhetett létre 1959-ben a tápiószelei Országos Agrobotanikai Intézet, és idővel ennek táplánszentkereszti, lókúti és nagykállói kísérleti állomásai. Irányításával gyűjtötték össze a pillangós takarmánynövények (lóhere, vöröshere, bíborhere, lucerna) és a kukorica még fellelhető magyarországi tájfajtáit, amelyek szaporítási lehetőségeit és eredményességét vizsgálta. E tájfajtákból és az általa nemesített fajtákból megvetette egy kultúrnövénygénbank alapjait, külföldi tudományos kapcsolatai segítségével pedig létrehozta az Index Seminum magkatalógust, amivel jelentősen hozzájárult a biotechnológiai kutatások és a növénynemesítési eljárások továbbfejlesztéséhez.
A genetika korszerű módszereinek alkalmazásával több, jó terméshozamot produkáló takarmánynövényfajtát nemesített, egyebek mellett a Táplánszentkereszti vörösherét (Deutsch Miklóssal), a Tápiószelei 1 és 2 lucernát, a Kemenesaljai bíborherét, a Hungaropoly és a Tapiopoly (tetraploid) vörösherét, valamint a Tápláni tavaszi árpát. Szorgalmazta az ellenálló, fizikai és kémiai behatások nélkül is gazdaságosan termeszthető növényfajták nemesítését és termesztését. Növénynemesítési munkássága mellett foglalkozott a vetőmag- és a takarmánynövény-termesztés agrotechnikai kérdéseivel is. 1959-től szerkesztette a tápiószelei kutatóintézet Agrobotanika című szakfolyóiratát, emellett szerkesztőbizottsági tagja volt az Acta Agronomica, a Kultúrflóra, valamint az Élet és Tudomány periodikáknak.

## Társasági tagságai és elismerései
Tudományos eredményei eilismeréseként 1970-ben a Magyar Tudományos Akadémia levelező tagjává választották. 1970-től 1974-ig az Európai Növénynemesítők Szövetségének (EUCARPIA) alelnöke volt, 1974-ben szervezőmunkájának köszönhetően Budapesten rendezték meg a szövetség kongresszusát, ezt követően annak elnökévé választották. Munkásságáért 1972-ben vehette át a Fleischmann Rudolf-emlékérmet.

## Emlékezete
Születésének századik évfordulóján, 2008-ban alapította meg az Öko-Forrás Közhasznú Alapítvány a Jánossy Andor-díjat, amellyel a biodiverzitás megőrzéséért végzett, kiemelkedő jelentőségű személyes munkásság vagy szervezett tevékenység díjazható. Archiválva 2015. június 6-i dátummal a Wayback Machine-ben

## Főbb művei
- A szovjet agrárpolitikája. Budapest, Centrum, 1933, 59 o.
- Vetőmagtermesztés. Budapest, 1951.
- Növénytermesztési tájak és fajtakörzetek. Budapest, 1953.
- Szántóföldi herefélék magyar tájfajtái. Budapest, 1953.
- Növénytermesztésünk eredményei az országos fajtakísérletek tükrében. Budapest, 1954.
- Magyar kukoricafajták és termesztésük. Budapest, Mezőgazdasági, 1957, 142 o. (Többekkel)
- A vetési csibehúr (Spergula arvensis). Budapest, Akadémiai, 1962. (Boros Ádámmal)
- A vöröshere termesztése és nemesítése. Budapest, Mezőgazdasági, 1963, 154 o.
- Biometriai értelmező szótár. Budapest, Mezőgazdasági, 1966, 928 o. (Szerkesztette Muraközy Tamással és Aradszky Gézánéval)
- Herefajok termesztése és nemesítése. Budapest, Akadémiai, 1968, 435 o. (Többekkel)
- Pillangósvirágú szálastakarmányok magtermesztése. Budapest, Mezőgazdasági, 1968, 361 o.
- A Vicia-fajok termesztése és nemesítése: Bükkönytermesztés. Budapest, Akadémiai, 1971, 247 o. (Többekkel)

## Emlékezete
- Az Egymásért vagyunk című, 2020-ban megjelent tudománytörténeti összeállításban munkásságára történő visszatekintés jelenik meg.[3]